# ツッパリやすしの60分
『ツッパリやすしの60分』（ツッパリやすしのろくじっぷん）は、1981年4月16日から同年9月24日まで東京12チャンネル（現在のテレビ東京）で放送されていたゲームバラエティ番組である。放送時間は毎週木曜 20:00 - 20:54 （日本標準時）。

## 概要
前番組『所ジョージのドバドバ大爆弾』に替わってスタートした視聴者参加型の公開番組で、5人の一般女性がそれぞれ10人の男性の中から1人を選んでペアを作り、ゲームに参加していた。

## 出演者

### 司会
- 横山やすし[1]
- 高見知佳

### レギュラー挑戦者
- 中本賢 - 当時は「アパッチけん」名義で活動していたが、本番組には本名で出演していた。

## ルール
出場者は一般女性が5人、男性が10人（このうちの1人が中本賢で、他の9人は一般出場者だった）。
ゲームは全部で6つ。
- まず第1ゲームは週替わりのゲームで、女性が単独で挑戦。1位から順に5点、4点…を獲得できた。そしてこのゲームで1位になれた女性から順に男性1人を選んでペアを組んだ。
- 第2・第3・第5ゲームも週替わりのゲームだったが、こちらは男女のペアで挑戦。1位から順に5点、4点…を獲得できた。
- 第3ゲームと第4ゲームの間には「交換タイム」があった。これは、選んだ男性が頼りなかったら残った男性1人と交換できるというもので、やるやらないは女性の自由だった。
- 第4ゲームは、女性が尻で書いた3つの文字が何なのかを男性がボードに書いて答える「尻文字ゲーム」。1文字正解で3点、2文字で6点、全て正解すると10点をそれぞれ獲得できた。ゲーム終了後にはお遊びとして、出場者と観客全員で「や」「す」「し」と書いていた。
- 第6ゲーム（最終ゲーム）は、高台から降りた男性が女性の投げたボールを空中でキャッチするゲーム。成功すると5点獲得。これは1チームにつき3回ずつ行われ、全て成功すると15点獲得できるため、逆転のチャンスとなった。

最終的に一番多く点数を獲得したペアが優勝。優勝ペアの代表は、盤に「ハワイ」「国内温泉」「ハズレ」と書いてあるダーツゲームに挑戦できた。「ハワイ」に当たれば、天井から大量の紙吹雪が降り、ハワイ旅行が、「国内温泉」に当たれば国内温泉旅行がそれぞれ優勝ペアに贈られた。なお、女性には点数×1万円分の賞金も贈られた。

## エピソード
- 第1ゲームで1位になった女性は、たいてい中本をパートナーに選んでいた。
- 司会のやすしと高見は、後に日本テレビ系列局で放送された『おてんば宇宙人』でも共演していた。